# Metsä Fibre

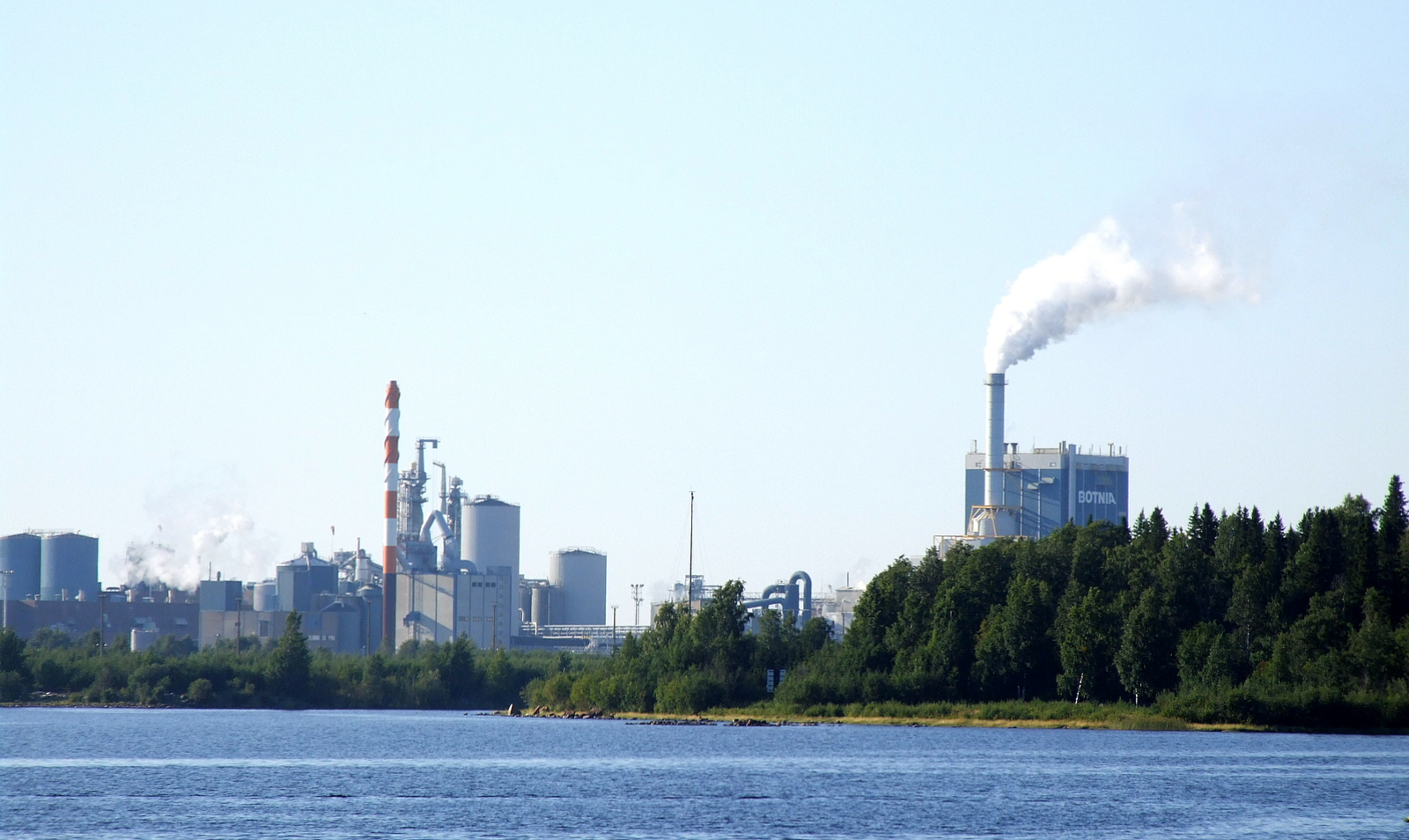
Planta de celulosa de Metsä Fibre en Finlandia.

Metsä Fibre, también conocida como Metsä-Botnia, es una empresa finlandesa, segundo productor mundial de pulpa de celulosa del mundo. La empresa en su conjunto tiene una capacidad de producción de 2,7 millones de toneladas de celulosa blanqueada con el proceso ECF (libre de cloro elemental), una de las dos normativas exigidas por ambos países en materia de control de contaminación (el ideal sería TFC —totalmente libre de cloro—), lo que la convierte en el segundo productor mundial y de Europa, siendo este continente su principal mercado.

## Empresa
Es un conglomerado de varias empresas de este país nórdico, que se asociaron para construir una planta de celulosa en Kaskinen en 1973. Los fundadores fueron la financiera Metsäpohjanmaa y las empresas Nokia (que tenía entonces grandes intereses en el sector maderero) y G.A. En años posteriores, adquiere otras plantas en Finlandia.
En 1986 Metsaliitto Teollisuus y G.A. Serlachius se fusionaron para constituir Metsä-Serla, que pasó a ser el principal accionista de Metsä-Botnia. En 1989 Nokia se retiró y United Paper Mills se constituyó en el segundo mayor propietario. En 1991 se fusionó con Kemi Oy, un productor de pasta y cartón.

## Expansión en el Río de la Plata
Luego de los años 90, la empresa proyecta su expansión en el Cono Sur, adquiriendo plantaciones de Eucalyptus globulus en Uruguay, con vistas a la construcción posterior de una planta de producción de pasta de celulosa. Esta planta está actualmente en funcionamiento, en las cercanías de la ciudad de Fray Bentos (Uruguay), en las orillas del río Uruguay. 

### Conflicto por plantas de celulosa
Su cercanía con la ciudad Argentina de Gualeguaychú y la preocupación de sus habitantes y de algunos grupos ambientalistas argentinos aduciendo efectos contaminantes en el agua y el aire han desembocado en un conflicto diplomático entre los dos países limítrofes. El conflicto desató una controversia severa que no tardó en instalarse ampliamente en los medios de comunicación. La problemática llegó al cine con el filme documental El gran simulador de Eduardo Montes-Braldey que fue estrenado en Uruguay bajo el sugestivo título No a los papelones. La planta Botnia comenzó a funcionar el 9 de noviembre de 2007. Se proyecta que esta planta tenga una producción anual de un millón de toneladas. En las cercanías de ésta, estaba proyectada la construcción de otra planta de tamaño menor, perteneciente al grupo español ENCE, pero esta localización ha sido desechada por la empresa española aduciendo problemas logísticos, habiendo elegido un nuevo emplazamiento, Conchillas, en las cercanías de la ciudad uruguaya de Colonia del Sacramento. Para fines del 2009 el grupo ENCE decide congelar la construcción de dicha planta, probablemente esperando el fallo de la Corte de La Haya en relación con el conflicto que Argentina y Uruguay mantienen ahí por la planta de celulosa ubicada en el lado uruguayo del río Uruguay.